# Januszewo (powiat średzki)
Januszewo – wieś w Polsce położona w województwie wielkopolskim, w powiecie średzkim, w gminie Środa Wielkopolska.
W latach 1975–1998 miejscowość należała administracyjnie do województwa poznańskiego.
Miejscowość leży w dolinie Średzkiej Strugi. We wsi znajduje się zespół dworsko-folwarczny: dwór z końca XIX wieku, rozbudowany w początkach XX wieku, park krajobrazowy z końca XIX wieku, stajnia, chlewnia i stodoła. Obok stoi kolonia mieszkalna, której poszczególne budynki powstały w latach 1840-1935 (ośmiorak i trzy dwojaki).
W 2011 roku wieś Januszewo zamieszkiwały 134 osoby.
Przez Januszewo przechodzi Transwielkopolska Trasa Rowerowa z Poznania do Siemianic.